# Superliga de Eslovaquia 2013-14
La Superliga de Eslovaquia 2013-14 (también llamada Corgoň Liga por motivos de patrocinio) fue la 21.ª temporada de la máxima categoría del fútbol de Eslovaquia. Se inició el 12 de julio de 2013 y finalizó el 31 de mayo de 2014. El Slovan Bratislava se proclamó campeón de la Superliga por octava vez en su historia.

## Equipos
Un total de 12 equipos participaron en la liga, los 11 mejores de la temporada anterior y un equipo ascendido desde la 2. Liga.
El descenso del  1. FC Tatran Prešov a la 2. Liga 2013-14 fue confirmado el 26 de mayo de 2013. El equipo descendido fue reemplazado por el campeón de la 2. Liga 2012-13, el DAC Dunajská Streda.
Equipos en la temporada 2013-14
| - ŠK Slovan Bratislava - FK Senica - AS Trenčín - Spartak Myjava - MFK Košice - MFK Ružomberok | - MŠK Žilina - FC ViOn Zlaté Moravce - FK Dukla Banská Bystrica - FC Nitra - FC Spartak Trnava - FK DAC 1904 Dunajská Streda (campeón de la 2. Liga 2012-13) |

### Estadios y localización
| Equipo                | Ciudad          | Estadio                      | Capacidad |
| --------------------- | --------------- | ---------------------------- | --------- |
| AS Trenčín            | Trenčín         | Štadión na Sihoti            | 4.500     |
| DAC Dunajská Streda   | Dunajská Streda | DAC Stadion                  | 3.170     |
| Dukla Banská Bystrica | Banská Bystrica | Štadión SNP                  | 10.000    |
| FC Nitra              | Nitra           | Štadión pod Zoborom          | 11.384    |
| FK Senica             | Senica          | Štadión FK Senica            | 4.500     |
| MFK Košice            | Košice          | Štadión Lokomotívy v Čermeli | 9.000     |
| MFK Ružomberok        | Ružomberok      | Štadión MFK Ružomberok       | 4.817     |
| MŠK Žilina            | Žilina          | Štadión pod Dubňom           | 11.181    |
| Slovan Bratislava     | Bratislava      | Pasienky                     | 12.000    |
| Spartak Myjava        | Myjava          | Štadión Myjava               | 2.709     |
| Spartak Trnava        | Trnava          | Štadión Antona Malatinského  | 3.350     |
| ViOn Zlaté Moravce    | Zlaté Moravce   | Štadión FC ViOn              | 4.000     |

## Información de equipos
| Equipo                | Presidente     | Entrenador       | Capitán         | Marca    | Patrocinador de camiseta    |
| --------------------- | -------------- | ---------------- | --------------- | -------- | --------------------------- |
| AS Trenčín            | Tscheu La Ling | Martin Ševela    | Miloš Volešák   | Nike     | Aegon                       |
| DAC Dunajská Streda   | Oszkár Világi  | Mikuláš Radványi | Peter Majerník  | Adidas   | TBA                         |
| Dukla Banská Bystrica | Tomáš Geist    | Norbert Hrnčár   | Peter Boroš     | Adidas   |                             |
| FC Nitra              | Eugen Árvay    | Ladislav Hudec   | Cléber          | Jako     | Mesto Nitra                 |
| FK Senica             | Viktor Blažek  | Pavel Hapal      | Juraj Piroska   | hummel   |                             |
| MFK Košice            | Blažej Podolák | Radoslav Látal   | Peter Šinglár   | Nike     | Steel Trans                 |
| MFK Ružomberok        | Milan Fiľo     | Jozef Chovanec   | Tomáš Ďubek     | Adidas   | MAESTRO                     |
| MŠK Žilina            | Jozef Antošík  | Adrián Guľa      | Viktor Pečovský | Nike     | Preto                       |
| Slovan Bratislava     | Ivan Kmotrík   | Jozef Valovič    | Igor Žofčák     | Adidas   | Niké                        |
| Spartak Myjava        | Pavel Halabrín | Radúz Dorňák     | Martin Černáček | Uhlsport | NAD RESS                    |
| Spartak Trnava        | Michal Pethö   | Juraj Jarábek    | Roman Procházka | Adidas   | Danube Wings.eu, ŽOS Trnava |
| ViOn Zlaté Moravce    | Karol Škula    | Branislav Mráz   | Martin Babic    | Luanvi   | ViOn                        |

### Cambios de entrenadores
| Equipo                | Entrenador saliente | Motivo                   | Fecha de salida          | Posición en la tabla | Reemplazado por | Fecha de nombramiento    |
| --------------------- | ------------------- | ------------------------ | ------------------------ | -------------------- | --------------- | ------------------------ |
| FK Senica             | Vladimír Koník      | Fin de contrato          | 27 de mayo de 2013       | Pretemporada         | Eduard Pagáč    | 3 de junio de 2013       |
| FC ViOn Zlaté Moravce | Juraj Jarábek       | Firmó con Spartak Trnava | 28 de mayo de 2013       | Pretemporada         | Branislav Mráz  | 28 de mayo de 2013       |
| FC Spartak Trnava     | Vladimír Ekhardt    | Fin de contrato interino | 28 de mayo de 2013       | Pretemporada         | Juraj Jarábek   | 28 de mayo de 2013       |
| AS Trenčín            | Adrián Guľa         | Firmó con MŠK Žilina     | 30 de junio de 2013      | Pretemporada         | Ľubomír Nosický | 4 de junio de 2013       |
| MŠK Žilina            | Štefan Tarkovič     | Fin de contrato interino | 30 de junio de 2013      | Pretemporada         | Adrián Guľa     | 1 de julio de 2013       |
| FC Nitra              | Jozef Vukušič       | Fin de contrato          | 30 de junio de 2013      | Pretemporada         | Ladislav Šimčo  | 10 de junio de 2013      |
| MFK Ružomberok        | Ladislav Šimčo      | Fin de contrato          | 30 de junio de 2013      | Pretemporada         | Jozef Vukušič   | 12 de junio de 2013      |
| MFK Košice            | Ján Kozák           | Firmó con Eslovaquia     | 2 de julio de 2013       | Pretemporada         | Jaroslav Galko  | 2 de julio de 2013       |
| ŠK Slovan Bratislava  | Samuel Slovák       | Despedido                | 28 de julio de 2013      | 9°                   | Jozef Valovič   | 28 de julio de 2013      |
| FC Nitra              | Ladislav Šimčo      | Despedido                | 27 de agosto de 2013     | 11°                  | Igor Demo       | 27 de agosto de 2013     |
| AS Trenčín            | Ľubomír Nosický     | Despedido                | 30 de agosto de 2013     | 4°                   | Martin Ševela   | 30 de agosto de 2013     |
| FC Nitra              | Igor Demo           | Fin de interinato        | 10 de septiembre de 2013 | 12°                  | Vladimír Koník  | 10 de septiembre de 2013 |
| MFK Košice            | Jaroslav Galko      | Despedido                | 18 de septiembre de 2013 | 9°                   | Radoslav Látal  | 18 de septiembre de 2013 |
| Spartak Myjava        | Ladislav Hudec      | Mutuo acuerdo            | 19 de diciembre de 2013  | 5°                   | Radúz Dorňák    | 23 de diciembre de 2013  |
| FC Nitra              | Vladimír Koník      | Mutuo acuerdo            | 7 de enero de 2014       | 11°                  | Ladislav Hudec  | 19 de febrero de 2014    |
| FK Senica             | Eduard Pagáč        | Despedido                | 12 de marzo de 2014      | 4°                   | Pavel Hapal     | 12 de marzo de 2014      |

Nota:
1. Adrián Guľa fue anunciado como nuevo entrenador del MŠK Žilina para la temporada 2013–14 el 3 de enero de 2013.

## Tabla de posiciones
Actualizado el 31 de mayo de 2014
|  |    | Equipos               | PJ | PG | PE | PP | GF | GC | DG  | Pts |
|  | -- | --------------------- | -- | -- | -- | -- | -- | -- | --- | --- |
|  | 1  | Slovan Bratislava     | 33 | 24 | 3  | 6  | 63 | 32 | +31 | 75  |
|  | 2  | Trenčín               | 33 | 19 | 6  | 8  | 74 | 35 | +39 | 63  |
|  | 3  | Spartak Trnava        | 33 | 16 | 5  | 12 | 47 | 42 | +5  | 53  |
|  | 4  | Ružomberok            | 33 | 15 | 5  | 13 | 56 | 51 | +5  | 50  |
|  | 5  | Košice                | 33 | 13 | 7  | 13 | 41 | 40 | +1  | 46  |
|  | 6  | Senica                | 33 | 13 | 7  | 13 | 45 | 47 | -2  | 46  |
|  | 7  | Spartak Myjava        | 33 | 13 | 6  | 14 | 45 | 54 | -9  | 45  |
|  | 8  | Dukla Banská Bystrica | 33 | 11 | 9  | 13 | 48 | 48 | 0   | 42  |
|  | 9  | Žilina                | 33 | 11 | 7  | 15 | 49 | 50 | -1  | 40  |
|  | 10 | Zlaté Moravce         | 33 | 11 | 5  | 17 | 36 | 47 | -11 | 38  |
|  | 11 | DAC Dunajská Streda   | 33 | 8  | 8  | 17 | 29 | 57 | -28 | 26  |
|  | 12 | Nitra                 | 33 | 6  | 8  | 19 | 33 | 63 | -30 | 26  |

PJ = Partidos jugados; PG = Partidos ganados; PE = Partidos empatados; PP = Partidos perdidos; GF = Goles a favor; GC = Goles en contra; DG = Diferencia de gol; Pts = Puntos
|  | Clasificado para la segunda ronda previa de la Liga de Campeones de la UEFA 2014-15 |
|  | Clasificado para la segunda ronda previa de la Liga Europea de la UEFA 2014-15      |
|  | Clasificado para la primera ronda previa de la Liga Europea de la UEFA 2014-15      |
|  | Descendido a la 2. liga oeste 2014-15                                               |

## Estadísticas

### Goleadores
Actualizado el 31 de mayo de 2014
| # | Jugador         | Club                         | Goles |
| - | --------------- | ---------------------------- | ----- |
| 1 | Tomáš Malec     | AS Trenčín                   | 14    |
| 2 | Léandre Tawamba | MFK Ružomberok               | 13    |
| 2 | Juraj Piroska   | FK Senica                    | 13    |
| 4 | Pavel Fořt      | Slovan Bratislava            | 12    |
| 4 | Róbert Vittek   | Slovan Bratislava            | 12    |
| 6 | Miloš Lačný     | MFK Ružomberok               | 11    |
| 6 | Štefan Pekár    | Spartak Myjava               | 11    |
| 6 | Pavol Jurčo     | Dukla Banská Bystrica/Žilina | 11    |
| 9 | Gino van Kessel | AS Trenčín                   | 10    |
| 9 | Tomáš Ďubek     | MFK Ružomberok               | 10    |
| 9 | Erik Sabo       | Spartak Trnava               | 10    |

### Tripletas
| Jornada | Jugador      | Equipo         | Rival                | Resultado | Fecha                    | Ref    |
| ------- | ------------ | -------------- | -------------------- | --------- | ------------------------ | ------ |
| 1       | Fanendo Adi  | AS Trenčín     | FC Nitra             | 4–0       | 13 de julio de 2013      | [ 28 ] |
| 3       | Tomáš Malec  | AS Trenčín     | ŠK Slovan Bratislava | 4–2       | 28 de julio de 2013      | [ 29 ] |
| 5       | Fanendo Adi  | AS Trenčín     | DAC Dunajská Streda  | 6–0       | 11 de agosto de 2013     | [ 30 ] |
| 9       | Erik Pačinda | MFK Košice     | DAC Dunajská Streda  | 4–1       | 14 de septiembre de 2013 | [ 31 ] |
| 15      | Miloš Lačný  | MFK Ružomberok | FC Nitra             | 4–0       | 26 de octubre de 2013    | [ 32 ] |
| 18      | Štefan Pekár | Spartak Myjava | DAC Dunajská Streda  | 3–0       | 23 de noviembre de 2013  | [ 33 ] |
| 31      | Adam Zreľák  | MFK Ružomberok | Spartak Myjava       | 5–0       | 17 de mayo de 2014       | [ 34 ] |